# Neoplocaederus formosus
Neoplocaederus formosus är en skalbaggsart som först beskrevs av Edgar von Harold 1878.  Neoplocaederus formosus ingår i släktet Neoplocaederus och familjen långhorningar.
Artens utbredningsområde är Angola. Inga underarter finns listade i Catalogue of Life.